# Caenotropus maculosus
Caenotropus maculosus är en fiskart som först beskrevs av Eigenmann 1912.  Caenotropus maculosus ingår i släktet Caenotropus och familjen Chilodontidae. Inga underarter finns listade.